# Giovanni Mario Michele Cambiaso

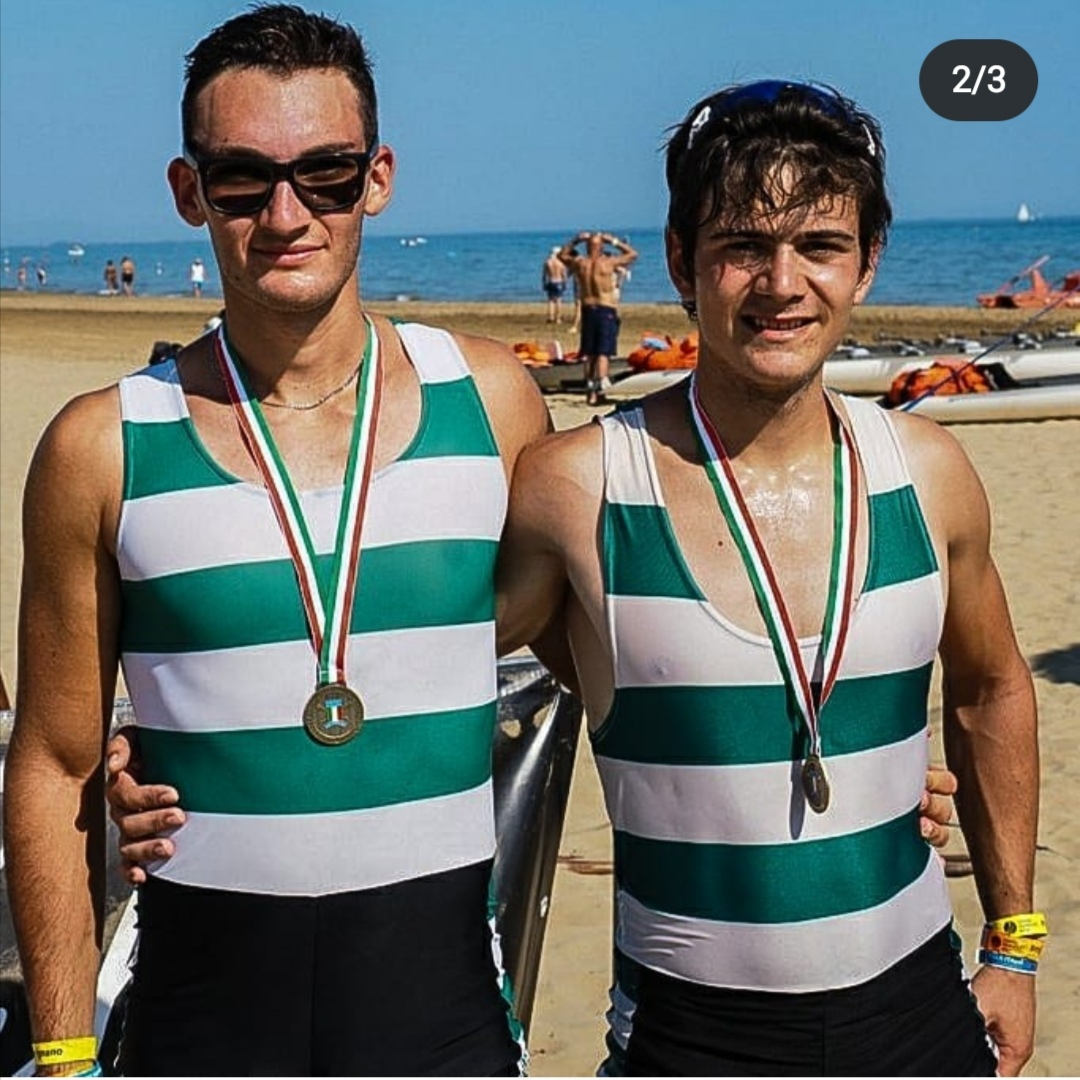
Giovanni Cambiaso ad una gara nel 2021

Giovanni Mario Michele Cambiaso (Genova, 11 settembre 2001) è un canottiere italiano, vicecampione italiano ai Campionati Italiani di Varese 2021 nella specialità del doppio pesi leggeri vestendo i colori della società Gruppo Sportivo Speranza.

## Biografia
Cresciuto nelle file del Gruppo Sportivo Speranza, ottiene il secondo posto nella categoria pesi leggeri ai Campionati Italiani Assoluti tenutasi a Varese nel 2021.